# Gražina Ručytė-Landsbergienė

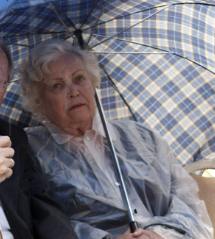
Gražina Ručytė-Landsbergienė, 2009

Gražina Ručytė-Landsbergienė (* 28. Januar 1930 in Anykščiai; † 10. März 2020 in Vilnius) war eine litauische Pianistin, Musikpädagogin und Professorin an der Litauischen Musik- und Theaterakademie.

## Leben
Gražina Ručytė-Landsbergienė besuchte nach der Grundschule im Kloster Anykščiai bis 1945 das Gymnasium Anykščiai. Von 1945 bis 1948 absolvierte sie das Mädchengymnasium Panevėžys. Von 1948 bis 1949 studierte sie am Konservatorium Kaunas.
1949 wurde Ručytė nach Sibirien deportiert, wo sie bis 1957 verblieb. Von 1954 bis 1957 studierte sie am Konservatorium Swerdlowsk und von 1957 bis 1959 absolvierte sie das Lietuvos valstybinė konservatorija in der Klasse von Balys Dvarionas. Von 1962 bis 1966 lehrte sie am Vilniaus pedagoginis institutas und ab 1989 an der Lietuvos muzikos akademija. Sie war Dozentin und dann Professorin.

## Familie
Ihr Vater Unternehmer Pranas Ručys (1893–1980) und ihre Mutter  Agnietė Putilaitė-Ručienė (1904–1976), Mitarbeiterin im Milchwesen, wurden von  1949 bis 1958 nach Sibirien (Russland) deportiert. 
Ihr Bruder war Vytautas Ručys (1923–1986), Emigrant und Bauer. Ihre Schwestern waren Ona Ručytė-Jakulienė (1933–2012), Deportierte, Arbeiterin und Elvyra Ručytė-Cinauskienė (* 1938), Deportierte. Ihr zweiter Bruder war Antanas Rimvydas Ručys (1936–1987), Deportierter, Geologe.
Gražina Ručytė war mit Vytautas Landsbergis (* 1932), Musikologe und Politiker, verheiratet. Ihre Kinder sind Birutė Landsbergytė-Cechanavičienė (* 1960), Musikologin, und Vytautas V. Landsbergis (* 1962), Regisseur, Autor. Ihr Enkel ist Politiker Gabrielius Landsbergis (* 1982).